# Helgoland
Helgoland (che in tedesco significa letteralmente "terra sacra"; Helgolân o Hilgelân in frisone, Deät Lun o It Lân, che significa "la terra", in frisone settentrionale) è un arcipelago tedesco che costituisce un comune di 1 284 abitanti, situato nel land dello Schleswig-Holstein, nella parte sud-orientale del Mare del Nord.

## Storia
Inizialmente appartenuto alla Danimarca, passò al Regno Unito nel 1807 e quindi alla Germania nel 1890 in virtù del trattato di Helgoland-Zanzibar; l'arcipelago è composto da due isole (Helgoland e Helgoland-Düne), delle quali nessuna supera 1 km² di superficie. Il motivo dell'interesse tedesco al controllo di queste isole, tanto da concedere molto in cambio, risiedeva nella loro posizione strategica, che avrebbe permesso a chi le occupava di dominare e controllare gli accessi ai principali porti tedeschi sul Mare del Nord. Infatti la marina tedesca provvide immediatamente a fortificare pesantemente queste isole, trasformandole in un punto di difesa chiave contro eventuali attacchi da parte della flotta britannica in caso di guerra.
Tale posizione strategica fu largamente confermata dal ruolo che queste isole ebbero successivamente nell'impedire che la flotta britannica potesse avvicinarsi indisturbata ai porti germanici sul Mare del Nord. Fu, infatti, il teatro del primo scontro navale della prima guerra mondiale, per poi esserlo nuovamente nelle secondo conflitto mondiale. Alla fine di quest'utlimo, gli inglesi provvidero infatti a far smantellare completamente le attrezzature militari presenti sulle isole.
Il 18 aprile 1947 la marina britannica eliminò alcune migliaia di tonnellate di dinamite, abbandonate dall'esercito tedesco, con una esplosione controllata, ritenuta la più grande non-nucleare della storia .

## Riferimenti nella cultura di massa
Cinema
- È il luogo principale in cui è ambientata la serie televisiva Helgoland 513.

### Letteratura
- La principessa di Helgoland è un romanzo per ragazzi di Giovanni Rossi pubblicato da Fabbri Editori nel 1995.
- Molti fan della saga di Harry Potter hanno identificato l'isola come il luogo in cui potrebbe sorgere la prigione di Azkaban; questa deduzione è stata data dalla descrizione geografica fatta dall'autrice:

(J. K. Rowling, Harry Potter e il principe mezzosangue)

### Musica
L'isola dà il nome a una cantata composta da Anton Bruckner nel 1893 per grande orchestra e coro maschile e a un disco del 2010 dei Massive Attack.

### Scienza
Carlo Rovelli ha intitolato Helgoland un saggio dedicato alla meccanica quantistica (Adelphi, 2020), in quanto Werner Heisenberg soggiornava nell'isola quando ebbe la prima intuizione sulla nuova teoria.

## Economia
Dal punto di vista economico l'arcipelago è, al giorno d'oggi, un porto franco.

## Galleria d'immagini

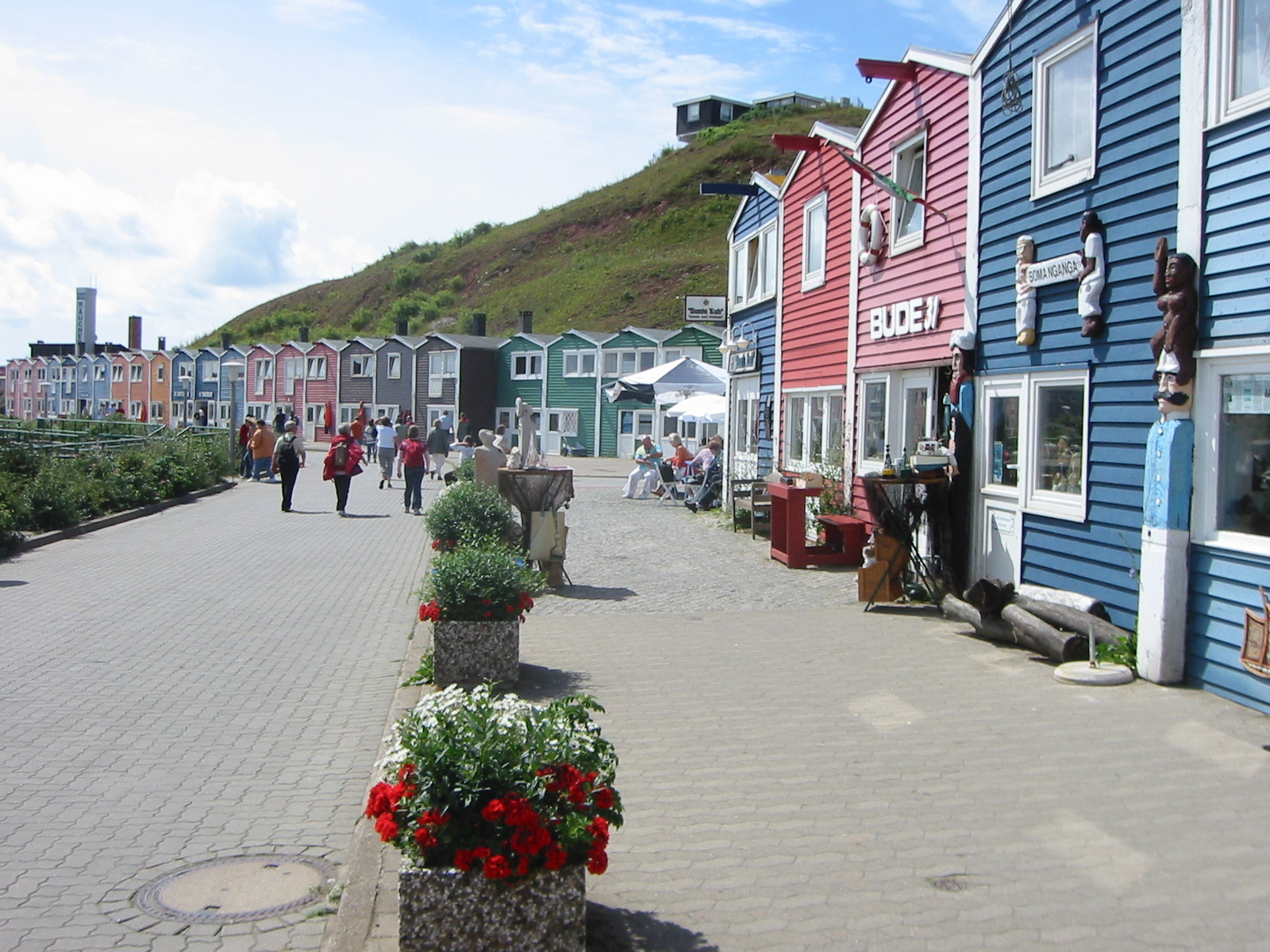
L'Hummerbuden, la strada principale di Helgoland
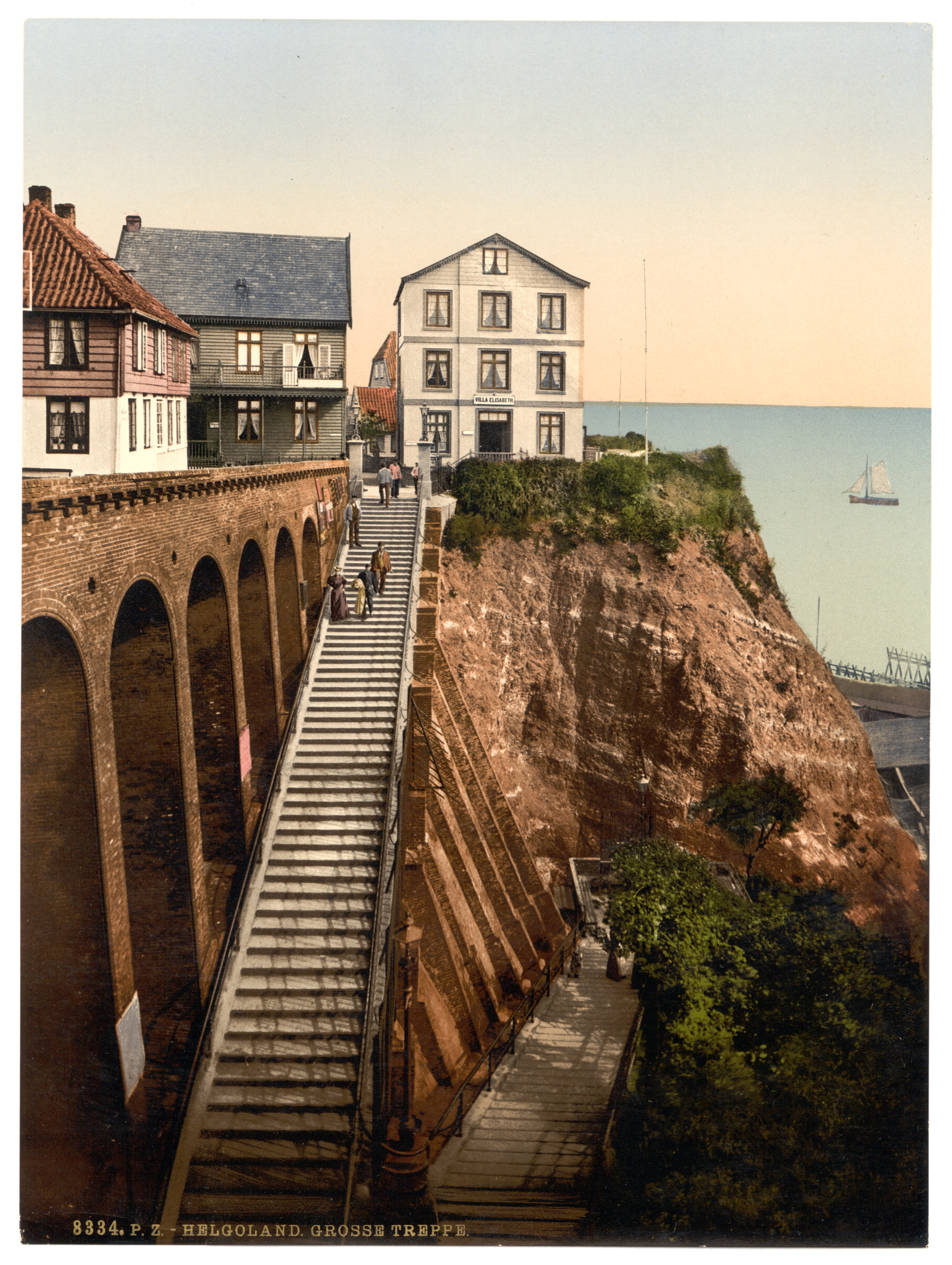
La grande scalinata tra il 1890 e il 1900
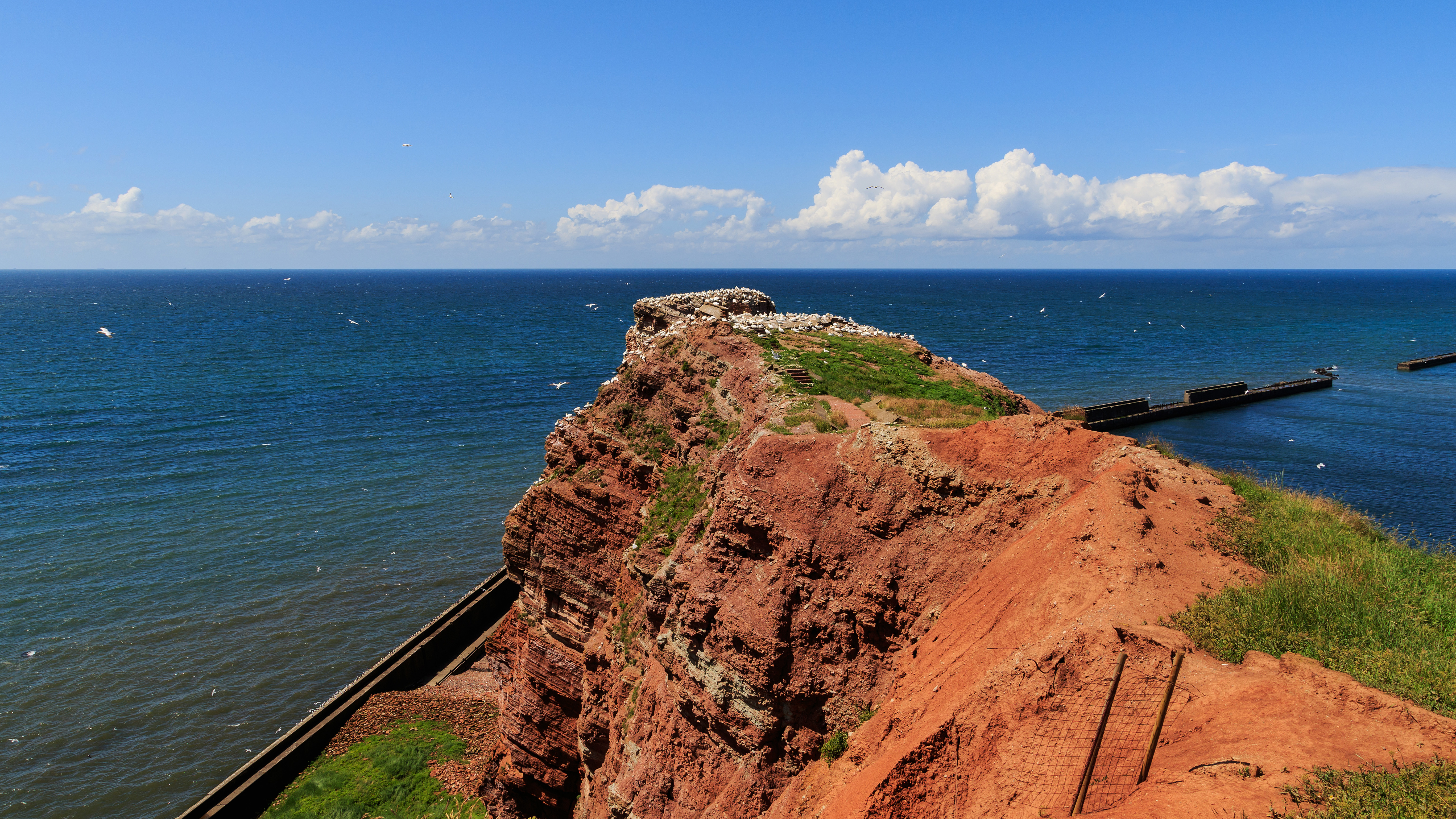
Vista delle scogliere dalla parte alta dell'isola